# Roßmühle (Hannover)
Roßmühle ist eine schon seit dem Mittelalter in Hannover bekannte Straße, die im heutigen Stadtteil Mitte die Burgstraße mit der Straße Am Hohen Ufer verbindet.

## Geschichte
Die unter dem heutigen Namen Roßmühle bekannte Straße stellte die Verbindung zum ältesten bekannten, schon im Jahr 1301 erstmals erwähnten Übergang über die Leine her. Die wohl früheste namentliche Erwähnung der historischen Straße stammt aus dem 15. Jahrhundert, als die im Jahr 1432 erwähnte Piperstrate „wohl nach dem auf dem Grundstück Roßmühle 9 wohnenden Bürger Tileke Piper benannt“ worden war.
Nachdem an der Straße im Jahr 1546 eine Roßmühle angelegt worden war – laut einer am Straßenschild gesondert angebrachten Legendentafel stand hier „um 1600 [...] eine von Pferden getriebene Mühle“ – erhielt die Straße schon im Jahr 1593 ihren heutigen amtlichen Namen.
Nachdem inmitten des Dreißigjährigen Krieges Herzog Georg von Calenberg 1636 per Willensdekret die Stadt Hannover zu seiner Residenz bestimmt hatte, ließ er ab 1643 das herzogliche Zeughaus unter Einbeziehung der Stadtmauer Hannovers errichten, wodurch die Rossmühle jahrhundertelang nur noch als Sackgasse erhalten blieb. Erst beim Rückbau des Zeughauses um ein Drittel während der Gründerzeit des Deutschen Kaiserreichs im Jahr 1887 wurde der alte Durchgang wieder ermöglicht.
Nach dem Zweiten Weltkrieg wurde 1967 das Marstalltor in den Verlauf der Roßmühle transloziert.
2013 kam es vor der Errichtung von Wohn- und Geschäftshäusern auf einem knapp 2000 m² großen Grundstück am Hohen Ufer und an der Straße Roßmühle zu  stadtarchäologischen Untersuchungen. Dort fanden sich Baureste aus der mittelalterlichen Besiedlung Hannovers und  Fundamente der Stadtmauer. Bei den Ausgrabungen wurde ein Spitzgraben entdeckt, der der Stadtmauer vorgelagert war. Er gehörte zum Wall der Stadtbefestigung, der als Dreckwall bezeichnet und schon in früheren Jahrhunderten abgetragen wurde.
Das Zeughaus bildet heute einen Teil Historischen Museums Hannover; an seiner Nordseite findet sich das – möglicherweise von dem Bildhauer Peter Köster geschaffene – Wappen des Herzogs Georg Wilhelm aus dem Jahr 1649.

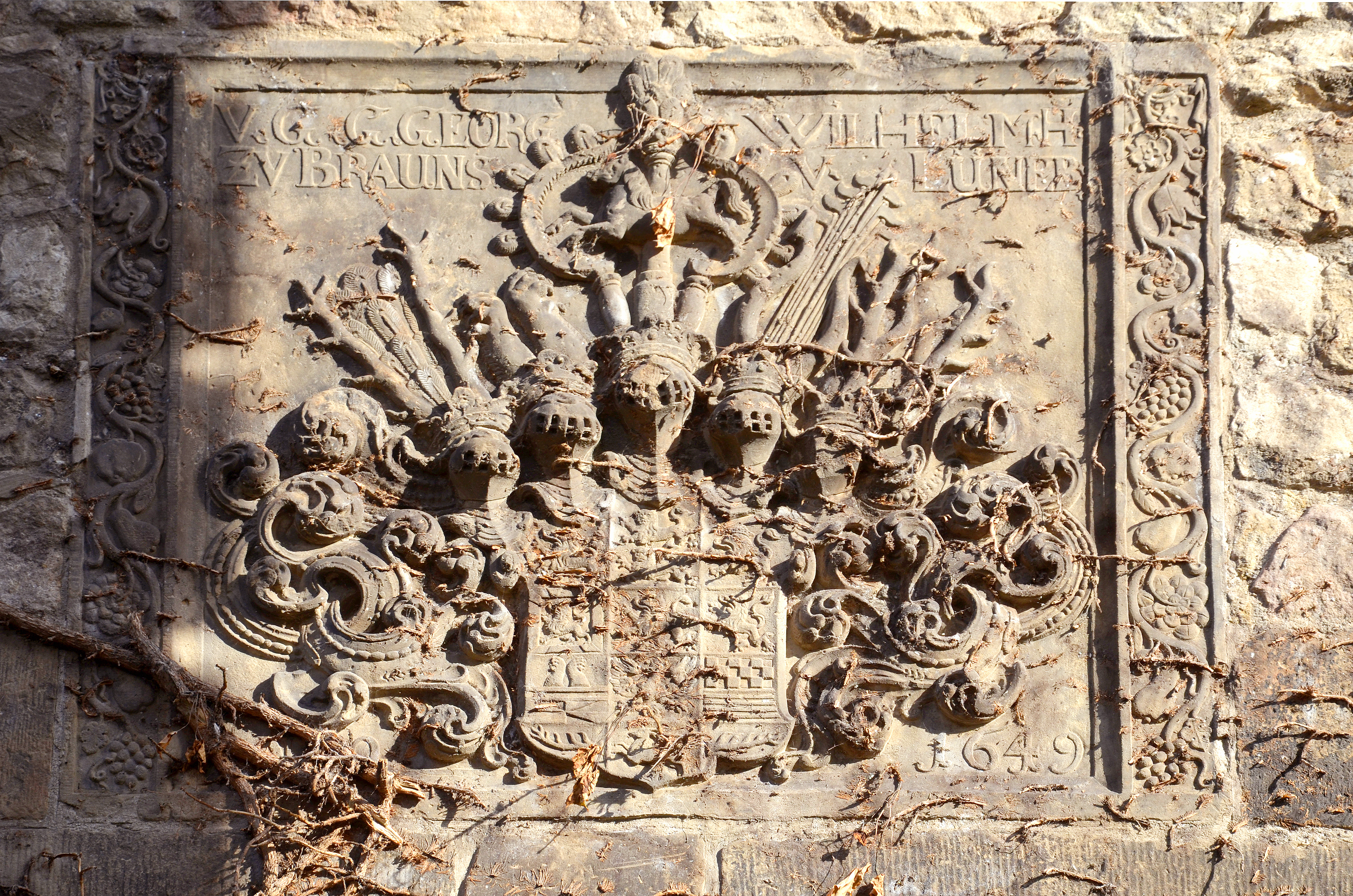
1649 datiertes Wappen von Herzog Georg Wilhelm
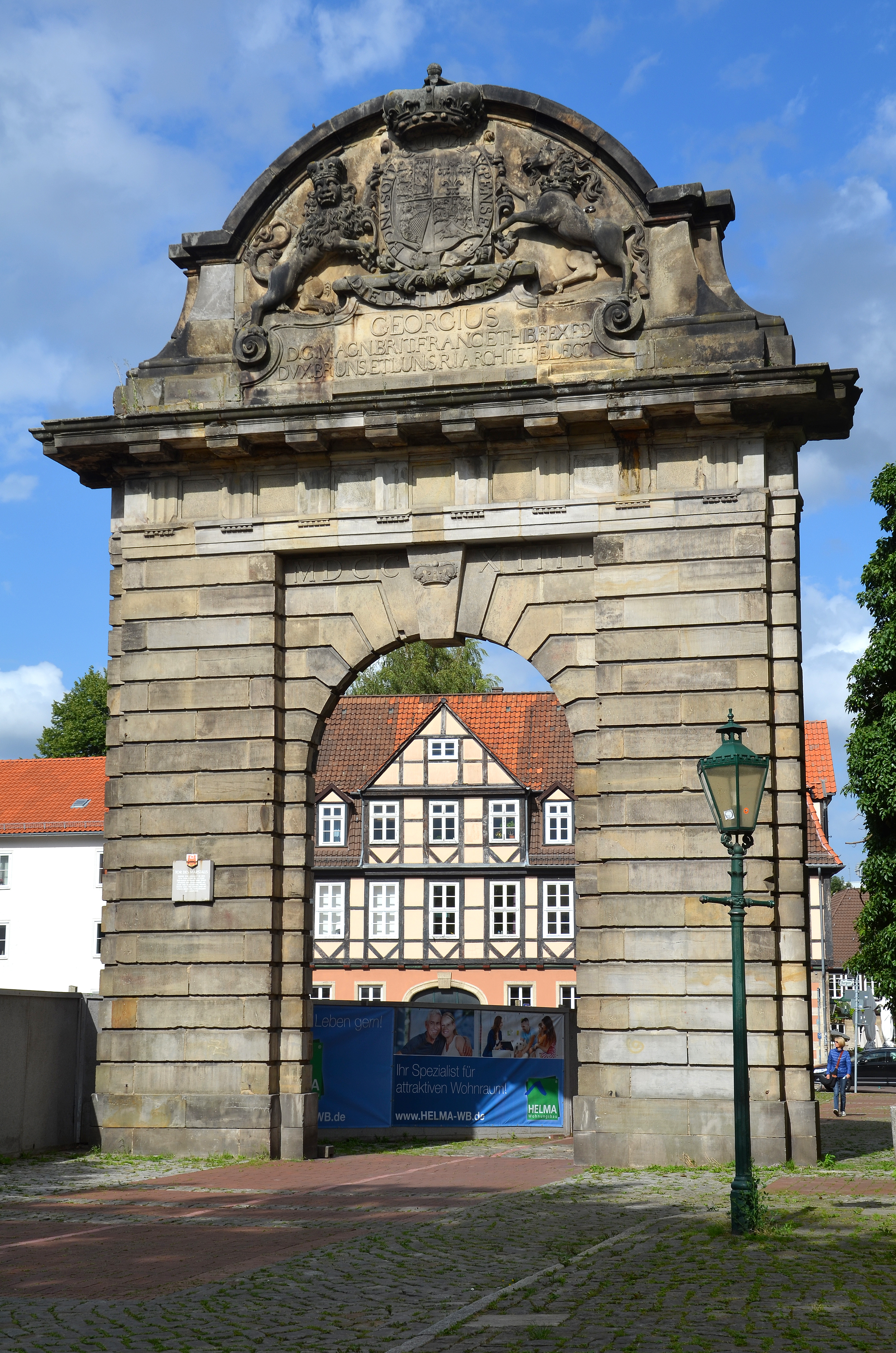
Das nach dem Zweiten Weltkrieg quer zur Straße Roßmühle versetzte Marstalltor
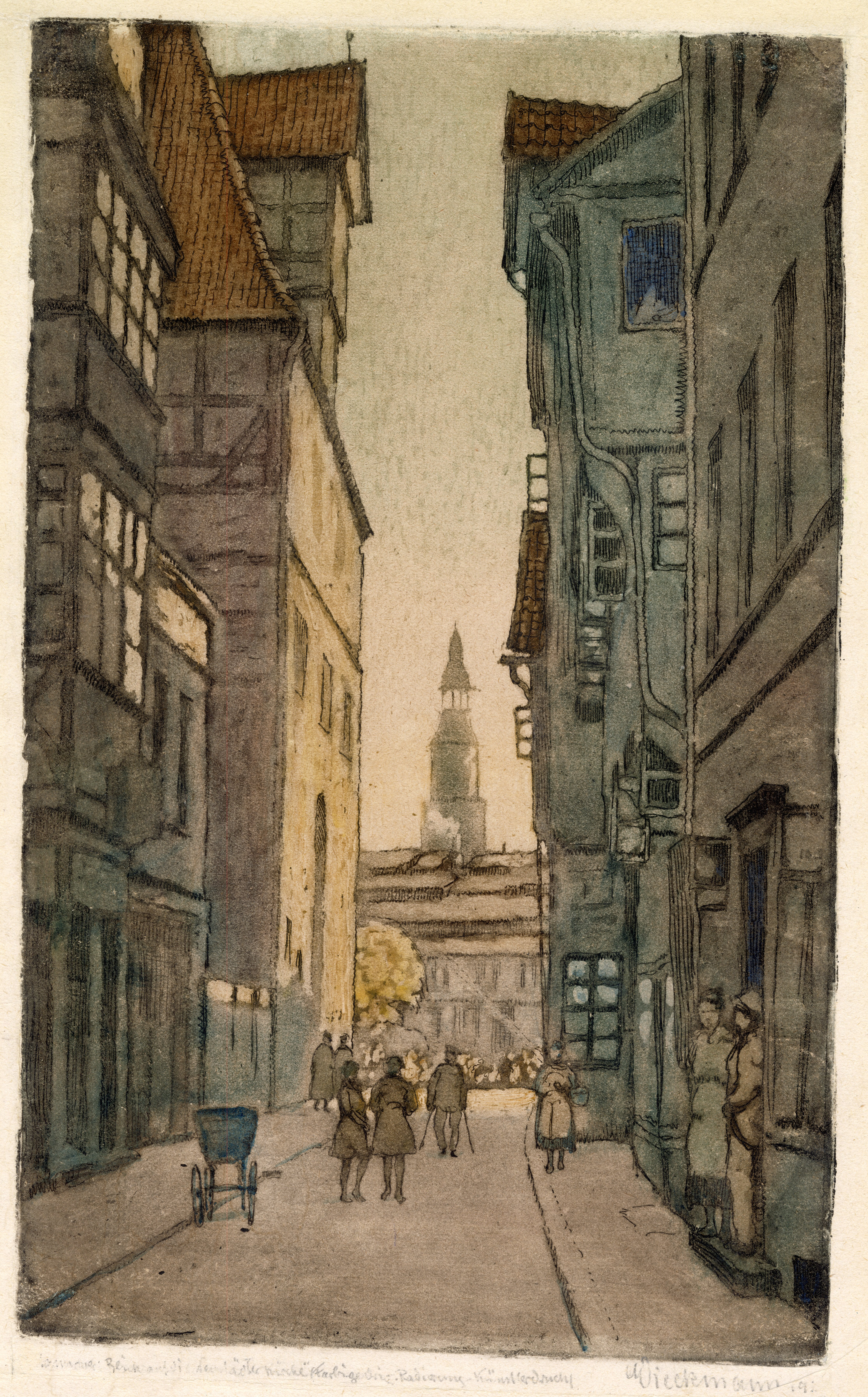
Um 1921: Blick durch die belebte Roßmühle über die Leineinsel Klein-Venedig zum Turm der Neustädter Kirche; farbige Radierung von Georg Dieckmann